# Lutjanus decussatus
Lutjanus decussatus е вид бодлоперка от семейство Lutjanidae. Видът не е застрашен от изчезване.

## Разпространение и местообитание
Разпространен е в Бангладеш, Виетнам, Индия (Андамански острови), Индонезия, Камбоджа, Малайзия, Мианмар, Микронезия, Палау, Папуа Нова Гвинея, Провинции в КНР, Тайван, Тайланд, Филипини, Шри Ланка и Япония (Рюкю).
Обитава крайбрежията и пясъчните дъна на морета и рифове. Среща се на дълбочина от 1,8 до 35 m, при температура на водата от 26,3 до 28,9 °C и соленост 32 – 34,8 ‰.

## Описание
На дължина достигат до 35 cm.
Популацията на вида е намаляваща.